# Terje Krokstad
Terje Krokstad (Krokstadøra, 1 de octubre de 1956) es un deportista noruego que compitió en biatlón. Ganó una medalla de bronce en el Campeonato Mundial de Biatlón de 1982, en la prueba individual.

## Palmarés internacional
| Campeonato Mundial | Campeonato Mundial | Campeonato Mundial | Campeonato Mundial |
| Año                | Lugar              | Medalla            | Prueba             |
| ------------------ | ------------------ | ------------------ | ------------------ |
| 1982               | Minsk (URSS)       | Medalla de bronce  | Individual         |